# Amtsgericht Neustadt in Sachsen
Das Amtsgericht Neustadt in Sachsen war ein Gericht der ordentlichen Gerichtsbarkeit und ein Amtsgericht in Sachsen mit Sitz in Neustadt in Sachsen.

## Geschichte
In Neustadt in Sachsen bestand bis 1879 das Gerichtsamt Neustadt in Sachsen als Eingangsgericht. Im Rahmen der Reichsjustizgesetze wurden 1879 im Königreich Sachsen die Gerichtsämter aufgehoben und Amtsgerichte, darunter das Amtsgericht Neustadt in Sachsen, geschaffen. Der Gerichtssprengel umfasste Neustadt mit Berghaus und neuem Anbau, Berthelsdorf mit den Folgenhäusern, Cunnersdorf mit Bockmühle, Ehrenberg, Krumhermsdorf mit Neuhäusern, Langburkersdorf mit Buschmühle, Mühlberg und neuem Anbau, Niederottendorf, Oberottendorf, Polenz, Rugiswalde und das Neustädter Forstrevier. Das Amtsgericht Neustadt in Sachsen war eines von 18 Amtsgerichten im Bezirk des Landgerichtes Bautzen. Der Amtsgerichtsbezirk umfasste danach 11.068 Einwohner. Das Gericht hatte damals eine Richterstelle und war ein kleines Amtsgericht im Landgerichtsbezirk.
Im Jahre 1943 wurde das Amtsgericht Neustadt in Sachsen kriegsbedingt zu einer Nebenstelle des Amtsgerichtes Sebnitz herabgestuft und war nun nur noch für die freiwillige Gerichtsbarkeit zuständig. In der SBZ wurde mit dem SMAD-Befehl Nr. 49 vom 4. September 1945 die Gerichtsorganisation festgelegt. Es sollten diejenigen Gerichte wiederhergestellt werden, die am 30. Januar 1933 bestanden hatten. Das Kontrollratsgesetz Nr. 4 vom 30. Oktober 1945 bestätigte diese Regelung. Mit den Durchführungsbestimmungen zur Vereinfachung der Gerichtsorganisation im Land Sachsen vom 28. Mai 1951 zur Verordnung vom 5. Mai 1951 wurden das Amtsgericht Neustadt in Sachsen erneut zum Zweiggericht, diesmal des Amtsgerichtes Pirna. Mit dem Gerichtsverfassungsgesetz vom 2. Oktober 1952 wurde das Amtsgericht Neustadt in Sachsen in der DDR aufgehoben und das Kreisgericht Sebnitz an seiner Stelle eingerichtet. Gerichtssprengel war nun der Kreis Sebnitz.

## Gerichtsgebäude

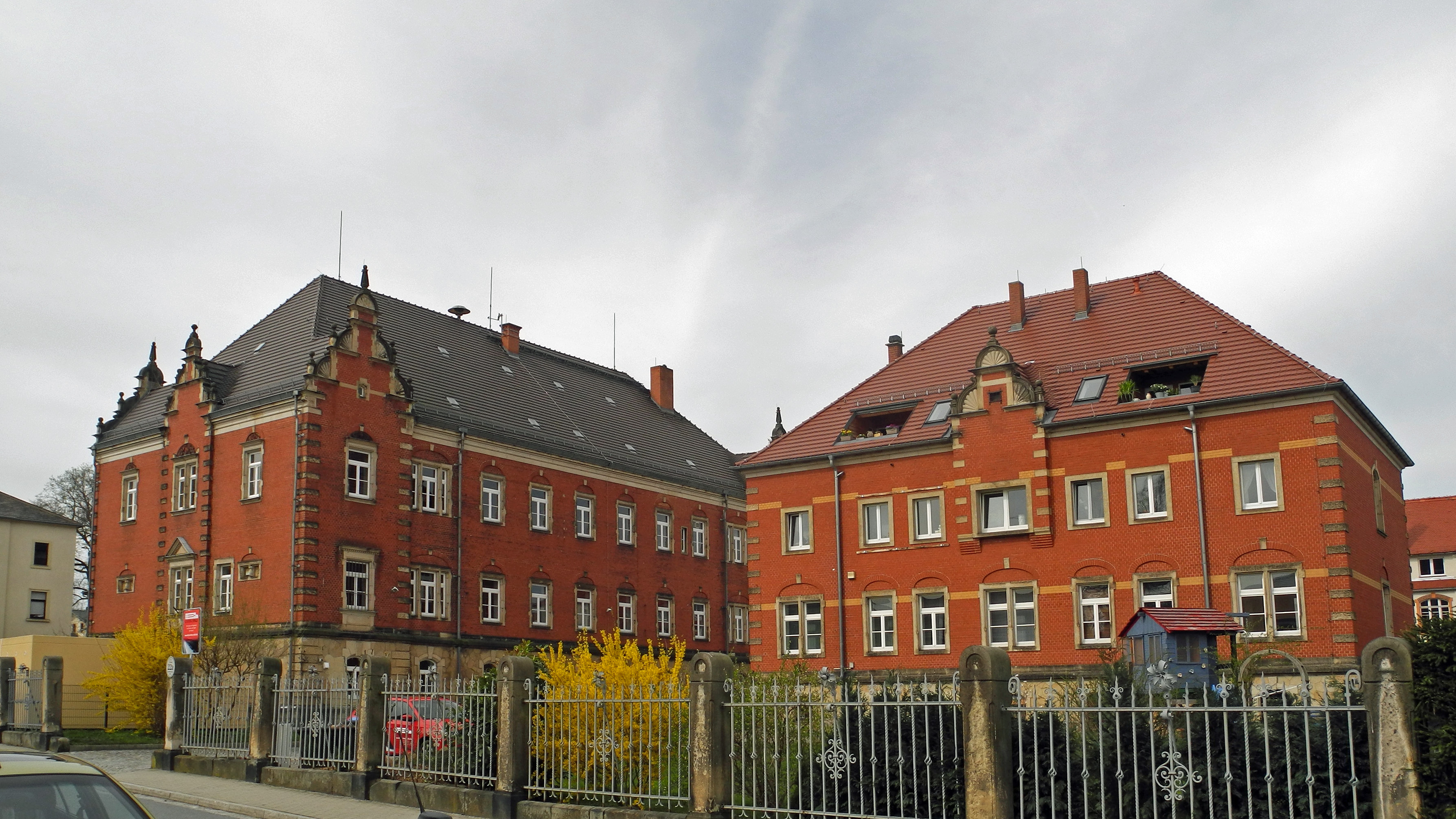
Ehem. Gerichtsgebäude (2018)

Das Amtsgericht nutzte das 1896 erbaute Amtsgerichtsgebäude (Dr.-Wilhelm-Külz-Straße 22a). Es handelt sich um einen elfachsigen, dreigeschossigen Backsteinbau mit reichem Renaissancedekor, dessen Seitenrisalite die Achsensymmetrie betonen. Es ist ortsgeschichtlich und baugeschichtlich von Bedeutung und steht daher unter Denkmalschutz.